# Rudy Sarzo
Rudy Sarzo, nato Rodolfo Maximiliano Sarzo Lavieille Grande Ruiz Payret y Chaumont (L'Avana, 18 novembre 1950), è un bassista cubano naturalizzato statunitense, noto per essere il bassista della band heavy metal Quiet Riot. È il fratello del chitarrista Robert Sarzo.

## Biografia
Rudy nacque a Guanabacoa, L'Avana, nell'isola di Cuba nel 1950 e la lasciò nel 1961 trasferendosi negli Stati Uniti. Entrò nei Quiet Riot nel 1978 in sostituzione al precedente Kelly Garni, apparendo nel loro secondo album Quiet Riot II del 1978 (pare però che il bassista venne solamente accreditato nel disco, mentre alle sessioni suonò lo stesso Garni). Nel 1979 la band si sciolse, e Sarzo, dopo aver militato per un breve periodo negli Angel, venne arruolato da Ozzy Osbourne nel marzo 1981, seguendo il suo ex collega nei Quiet Riot, il chitarrista Randy Rhoads, il quale venne ingaggiato da Osbourne poco più di un anno prima. Fu proprio Rhoads a trascinare Sarzo nella band di Ozzy. Rudy partecipò al tour mondiale dei dischi Blizzard of Ozz e Diary of a Madman. Tuttavia, partecipò solo ad esibizioni dal vivo, non registrando alcun materiale in studio. Le sue performance con la band possono essere notate nei live album Speak of the Devil (1982) e Tribute (1987) (entrambi registrati tra l'81 e l'82). Durante la sua militanza nella band di Osbourne, Randy Rhoads morì tragicamente in un incidente aereo nel marzo 1982, durante il "Diary of a Madman tour". 
Sarzo abbandonò la band alcuni mesi dopo, a settembre, tornando a Los Angeles e riallacciando i rapporti con Kevin DuBrow, ex leader dei Quiet Riot. Sarzo entrò a far parte del suo nuovo progetto chiamato "DuBrow" nello stesso settembre. Con lui la formazione venne completata e la band decise infine di riprendere il nome di "Quiet Riot". Con loro pubblicò altri due album; Metal Health (1983) e Condition Critical (1984), che si rivelarono gli album di maggior successo per la band di Los Angeles.

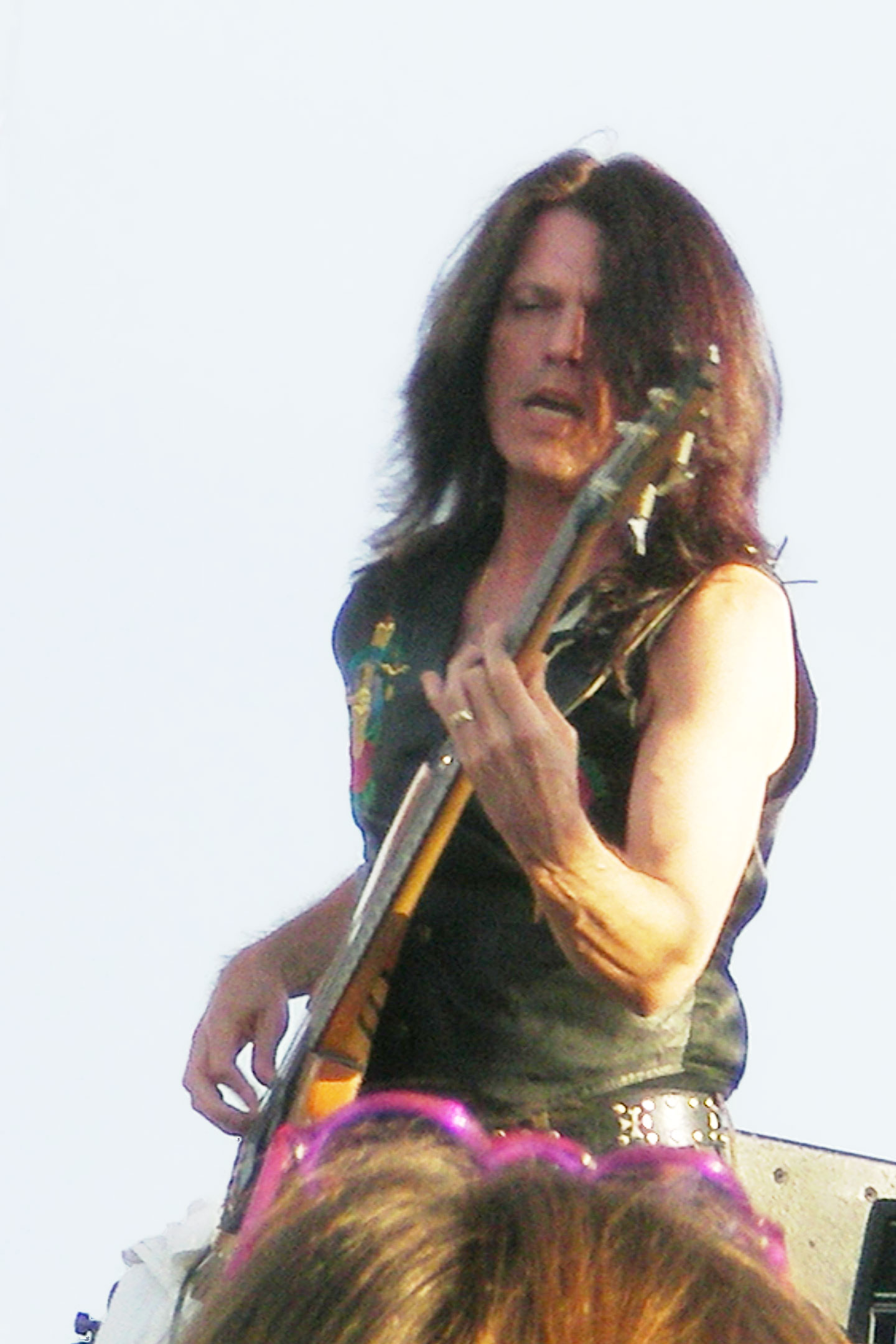

Durante questo periodo Rudy accompagnò la band nei tour mondiali, apparve in numerosi videoclip della band trasmessi su MTV e fu votato come "bassista n° 1" da Circus Magazine nel 1983. Egli però abbandonò la band nel gennaio 1985. Quello stesso anno, il fratello di Rudy, Robert Sarzo, fondò un gruppo chiamato Hurricane assieme al fratello di Carlos Cavazo (Quiet Riot), Tony. Nel 1986 Rudy entra a far parte della superband M.A.R.S., acronimo che indica le iniziali dei cognomi dei componenti: Tony MacAlpine (chitarra), Tommy Aldridge (batteria), Rob Rock (voce), Rudy Sarzo (basso). Il gruppo registrò un album intitolato Project: Driver nel 1986 per sciogliersi poco dopo.
Il bassista venne poi arruolato dagli Whitesnake nell'aprile 1987 registrando con la band il disco pluripremiato Slip of the Tongue nel 1989. Durante questo periodo Rudy suonò nei tour mondiali del disco 1987 e Slip of the Tongue, apparendo in sette videoclip degli Whitesnake (Still of The Night, Gimme All Your Love, Here I Go Again, Is This Love, Fool for Your Lovin', The Deeper the Love, Now you're Gone) su MTV. Il musicista abbandonò la band di David Coverdale nel settembre 1994 a causa dello scioglimento del progetto.
Poco tempo dopo fondò il gruppo Manic Eden, assieme agli altri ex membri dei Whitesnake Adrian Vandenberg e Tommy Aldridge, con l'aggiunta dell'ex cantante dei Little Caesar Ron Young. Il gruppo pubblicò un disco omonimo nello stesso '94, senza però ottenere rilevanti riscontri. I membri decisero così di accantonare il progetto.
Dal maggio 1997 Rudy ritornò nei Quiet Riot pubblicando gli album Alive and Well (1999) e Guilty Pleasures (2001) suonando nei rispettivi tour di supporto. Rudy apparve anche nel documentario di VH1 dedicato alla band, nel programma Behind the Music. I Quiet Riot si sciolsero infine nell'agosto 2003. Nel novembre di quell'anno fu pubblicato il DVD Live in The 21st Century. Sommando le vendite degli artisti con cui ha collaborato, si arriva a un totale attorno ai 30 milioni di copie.
Nel febbraio 2004 Rudy raggiunse la band Yngwie Malmsteen’s Rising Force nel loro "Attack Tour" in 30 città statunitensi.
Mentre nell'aprile dello stesso anno venne incluso nella leggendaria heavy metal band dei Dio, intraprendendo un tour mondiale a luglio. Con la band incide il live album Holy Diver Live nel 2006 e l'omonimo DVD pochi mesi dopo.
Rudy Sarzo milita tuttora nella formazione dei Dio. Nel 2005 parteciperà al cover album Heavy Hitters dei M.S.G.. Sempre nel 2006 Rudy ha scritto un libro intitolato Off The Rails che racconta le esperienze nel periodo con Ozzy Osbourne, ed è dedicato alla memoria di Randy Rhoads. Il bassista è poi entrato nella formazione dei Blue Öyster Cult, per uscirne nel 2012.
Nel 2015 prende il posto del bassista Eric Brittingham nel supergruppo Devil City Angels.

## Discografia
Con i Quiet Riot
- Quiet Riot II (1978)
- Metal Health (1983)
- Condition Critical (1984)
- Alive and Well (1999)
- Guilty Pleasures (2001)

Con Ozzy Osbourne
- Speak of the Devil (1982)
- Tribute  (1987)

Con i M.A.R.S.
- Project: Driver (1986)

Con i Whitesnake
- Slip of the Tongue (1989)
- Live at Donington 1990 (2011)

Con i Manic Eden
- Manic Eden (1994)

Con i Dio
- Holy Diver Live (2006)

Altre partecipazioni
- Varii artisti - Hear 'n Aid (1985)
- Colonna sonora - Shocker (1989)
- Steve Vai - Passion and Warfare (1990)
- Atsushi Yokozeki Project - Raid (1993)
- St. Clair - St. Clair (1997)
- Michael Schenker Group - Heavy Hitters (2005)
- Eddie Ojeda - Axes 2 Axes (2005)
- Crash Kelly - One More Heart Attack (2008)

Album tributo
- Dragon Attack: A Tribute to Queen (1997)
- Thunderbolt: A Tribute to AC/DC (1998)
- Humanary Stew: A Tribute to Alice Cooper (1999)
- Not the Same Old Song and Dance: Tribute to Aerosmith (1999)
- Welcome to the Nightmare: An All Star Salute to Alice Cooper (2006)
- We Wish You a Metal Xmas and a Headbanging New Year (2008)